# Scuola giottesca

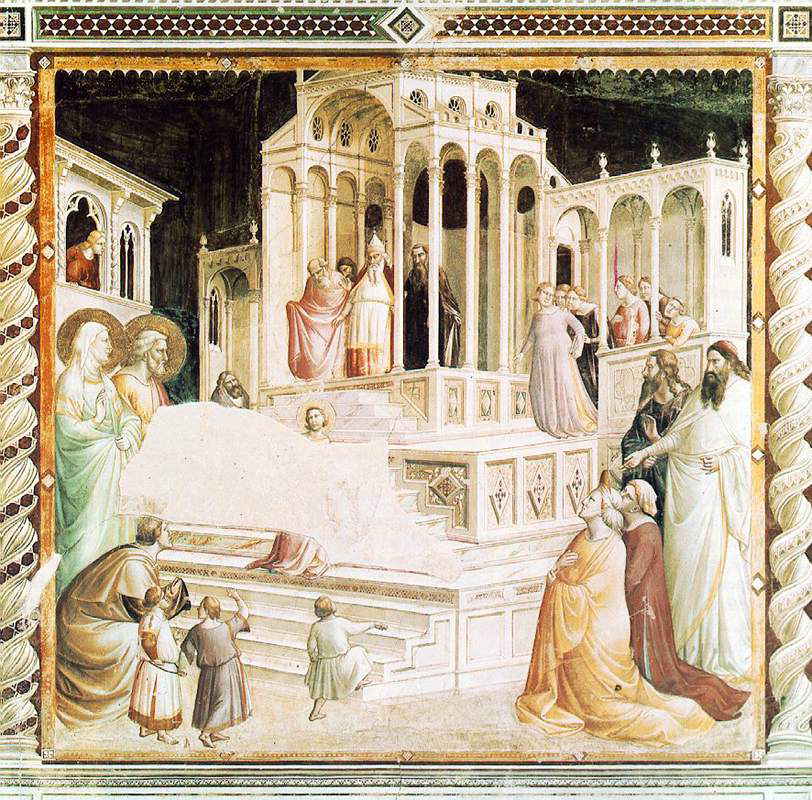
Taddeo Gaddi, Presentazione al Tempio, da Storie della vita della Vergine nella Cappella Baroncelli di Santa Croce (Firenze)

La scuola giottesca fu un movimento pittorico del XIV secolo che raccolse gran numero di pittori legati dall'insegnamento e dall'imitazione dei modelli di Giotto.
Giotto aveva condotto i lavori e le numerose commissioni della sua bottega con una organizzazione del lavoro guidata con una logica imprenditoriale, che necessitava del coordinamento del lavoro di numerosi collaboratori. Questo metodo, prima usato solo nei cantieri architettonici e dalle maestranze di scultori e scalpellini attivi nelle cattedrali romaniche e gotiche, era una delle maggiori innovazioni apportate in pittura dalla sua équipe e che spiega anche la difficoltà di lettura e di attribuzione di molte sue opere.
Inoltre Giotto si spostò molto e si può dire che fu un vero unificatore dell'arte italiana perché le sue opere vennero ammirate e copiate nelle località dove aveva soggiornato, da Napoli a Padova a Milano.
L'imitazione di Giotto non è comunque univoca, anzi si sovrappone a precedenti sedimenti stilistici e varia anche con l'evoluzione dello stile del maestro.
Vasari cita i nomi di alcuni dei più stretti aiutanti non tutti celebri: Taddeo Gaddi, Puccio Capanna a cui bisogna aggiungere i molti seguaci e continuatori del suo stile che creano delle scuole locali nelle zone dove era transitato.

## Protogiotteschi e maestri fiorentini

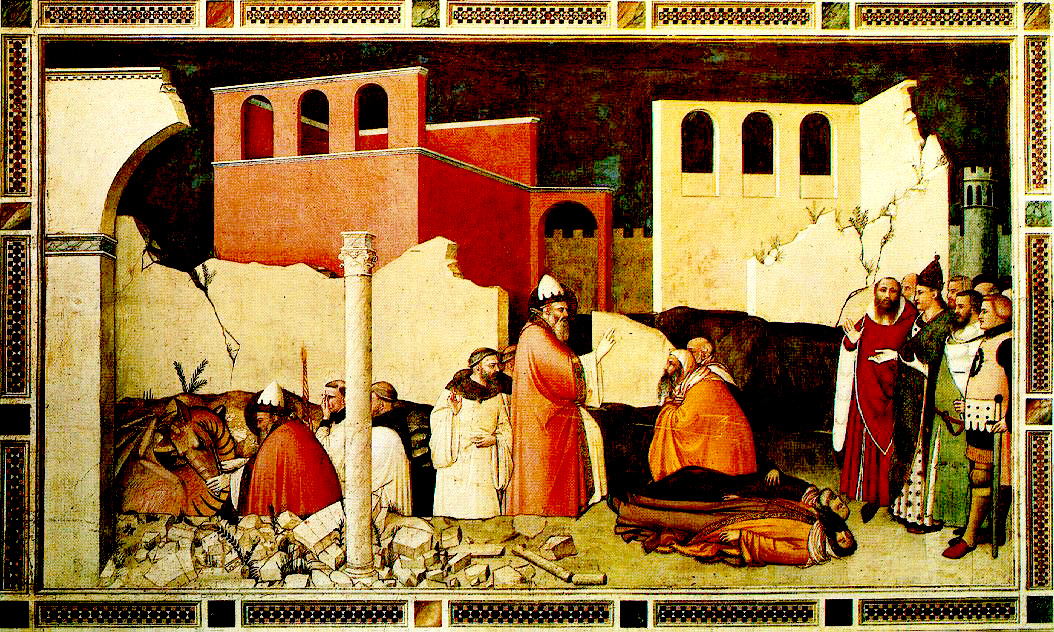
Maso di Banco, San Silvestro che resuscita due morti, Cappella Bardi di Vernio, Santa Croce, Firenze, 1340

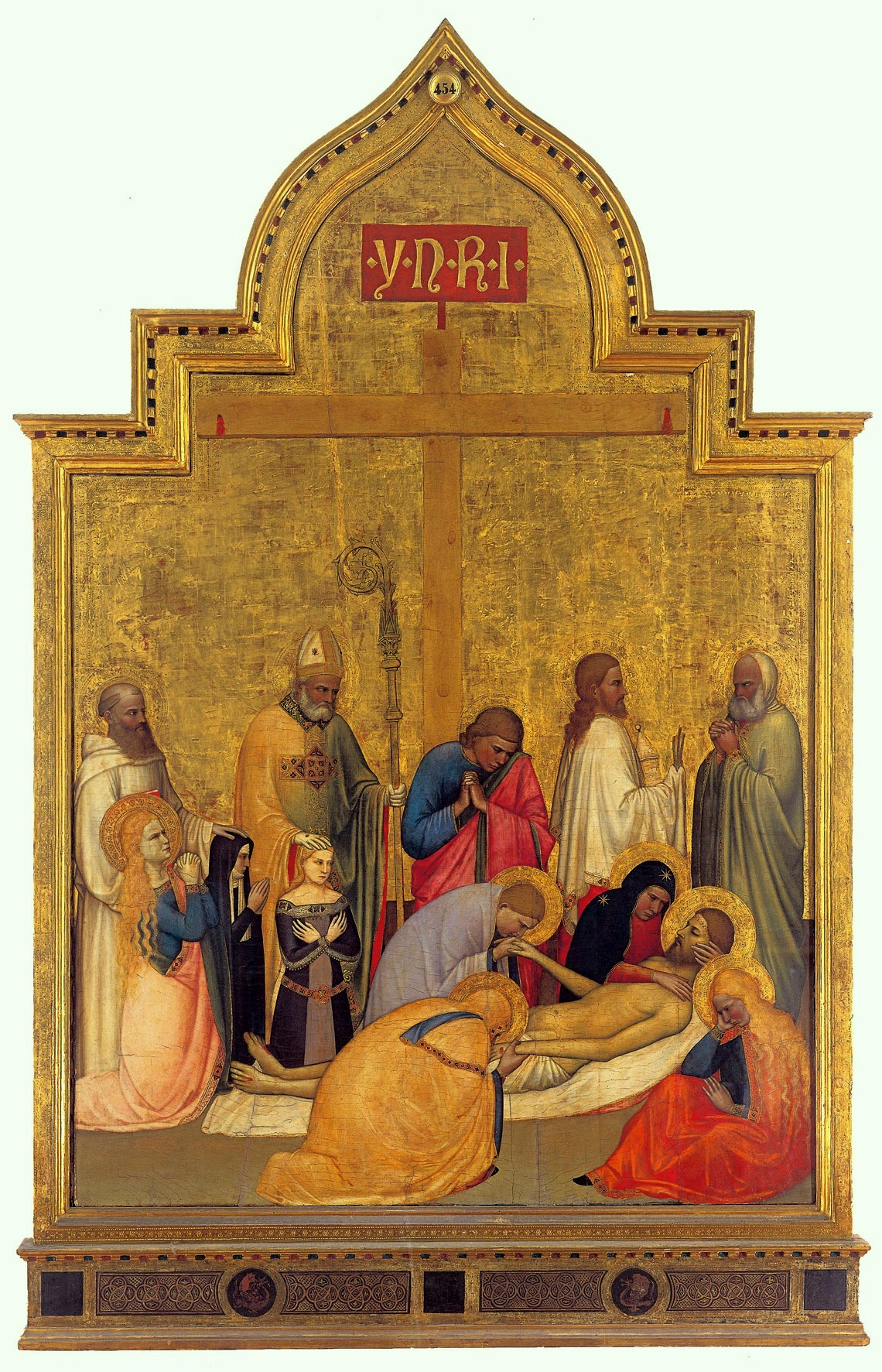
L'intensa Pietà di Giottino

A Firenze ed in Toscana operavano i cosiddetti "protogiotteschi" i seguaci che avevano visto all'opera Giotto nella sua città. Essi recepirono e svilupparono in maniera diversa il linguaggio di Giotto: per esempio il cosiddetto Maestro della Santa Cecilia dimostrò una piena padronanza delle novità nel campo delle ambientazioni architettoniche delle scene, ma fu più limitato nella realizzazione delle figure umane.
Alcune opere, commissionate al maestro stesso, vennero eseguite dai suoi stretti collaboratori, poiché il maestro era spesso occupato da altri impegni. È il caso per esempio degli affreschi della Basilica inferiore di Assisi (forse dal 1309), eseguiti da un ignoto allievo da alcuni indicato come il cosiddetto "parente di Giotto", forse lo Stefano Fiorentino del quale parla il Vasari.
Taddeo Gaddi, nella bottega del maestro per ben 24 anni, dimostrò nelle commissioni prestigiose (come la Cappella Baroncelli in Santa Croce) di aver messo a frutto gli insegnamenti giotteschi, disponendo con una notevole libertà narrativa le figure nelle scene, che risultano più affollate di quelle del suo maestro. Riprese inoltre la sperimentazione della prospettiva negli sfondi architettonici e giunse a risultati anche arditi. I lineamenti dei volti delicati e morbidi sono indicativi dello sviluppo tardo dell'arte di Taddeo.
Il miglior erede di Giotto, che sviluppò più coerentemente le ricerche del maestro, fu Maso di Banco, il quale dimostrò nella Cappella Bardi di Vernio, sempre in Santa Croce (Storie di San Silvestro, 1340), come avesse compreso il gioco delle linee di forza convergenti, che dirigono lo sguardo dell'osservatore verso punti focali della narrazione. Per esempio nella scena di San Silvestro che resuscita due morti il fondale architettonico, oltre che creare uno spazio realistico per la scena, guida l'occhio verso il protagonista, in posa benedicente ripresa dalla Resurrezione di Drusiana nella Cappella Peruzzi sempre a Santa Croce.
Altri furono Puccio Capanna, Giottino, Bernardo Daddi, il Maestro di Figline, Pacino di Bonaguida, Jacopo del Casentino, Stefano Fiorentino. Le vicende biografiche di molti di questi pittori non sono ancora state bene documentate, alcune come Giottino o Stefano Fiorentino sono ancora misteriose, in parte più o meno consistente. Tra i migliori seguaci si segnala lo stesso Giottino, che riuscì a dare una profondità psicologica e drammatica alle sue opere ancora più forte di quella del maestro.
Lo stile di Giotto segnò anche una standardizzazione del gusto fiorentino: i maestri legati invece a uno stile non-giottesco, più sinuoso e in linea con il gotico transalpino, vennero di fatto estromessi dalle commissioni e costretti a dedicarsi ad altre arti o a andarsene altrove: il Maestro del codice di San Giorgio si dedicò alla miniatura prima di trasferirsi ad Avignone, mentre il fiorentino Buonamico Buffalmacco, che non aderì alla sintesi narrativa giottesca, realizzò i suoi capolavori altrove, al Camposanto monumentale di Pisa.

## Umbria
In Umbria, lo stile giottesco assume una connotazione devozionale e popolare riconoscibile nelle opere del Maestro delle Vele (collaboratore diretto di Giotto), del Maestro espressionista di Santa Chiara, di Puccio Capanna e del Maestro Colorista.

## La scuola riminese

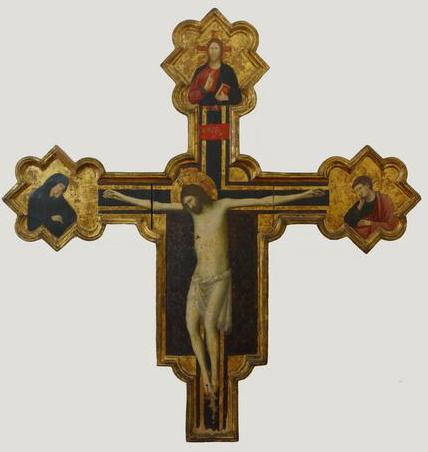
Il Crocifisso di Giovanni da Rimini

A Rimini, Giotto soggiornò presumibilmente tra il 1303 e il 1309, e fu attivo nella locale chiesa di San Francesco (oggi più nota come Tempio Malatestiano). Quel che ci resta di questo soggiorno è una mirabile croce dipinta, conservata in questa chiesa. Gli affreschi realizzati nella stessa chiesa vennero successivamente distrutti in occasione delle ristrutturazioni promosse dai Malatesta quando trasformarono quel luogo di culto nella propria cappella palatina.
Da questo soggiorno del maestro nacque una scuola che ebbe un breve periodo di splendore con Pietro da Rimini, Neri da Rimini, Giuliano da Rimini, Giovanni da Rimini, il Maestro dell'Arengario e gli autori di opere molto interessanti come il Maestro di Tolentino ed i suoi affreschi della Basilica di San Nicola da Tolentino e dell'Abbazia di Pomposa, che filtrarono la matrice giottesca con influenze locali e, soprattutto, bolognesi. 
Questa scuola produsse dei capolavori anche nel campo della miniatura.
La produzione di questa scuola, che si pensa potesse in realtà racchiudersi in una sola bottega, pare scomparire di colpo a metà del Trecento: l'ipotesi in merito è che tutti i suoi esponenti siano stati falciati dalla grande peste nera.
Un'appendice della scuola riminese è quella forlivese. Vasari stesso citava tra i migliori seguaci di Giotto Ottaviano da Faenza, Guglielmo da Forlì o Guglielmo degli Organi. A un periodo più tardo appartengono il misterioso Augustinus, autore di affreschi nella chiesa di Santa Maria in Laterano in Schiavonia a Forlì, e Baldassarre Carrari il Vecchio.

## La scuola settentrionale
A Milano Giotto soggiornò tra il 1335 e il 1336, dipingendo un ciclo di affreschi perduti nel palazzo di Azzone Visconti. Alla sua scuola è attribuito l'affresco, molto rovinato, della Crocefissione nella chiesa di San Gottardo in Corte, caratterizzato da volti vividamente caratterizzati e una morbida pennellata ricca di colori, forse legata al Parente di Giotto o a un maestro lombardo a contatto con l'équipe fiorentina. Da quest'innesto toscano nell'arte lombarda derivarono anche gli affreschi del tiburio nell'abbazia di Chiaravalle (1340 circa). Il più importante giottesco del settentrione fu comunque Giovanni da Milano, attivo ormai nel terzo quarto del Trecento.
L'arte di Giotto influenzò anche le altre scuole settentrionali, venendo spesso ulteriormente sviluppata, come dimostrano le opere di Turone di Maxio, di Altichiero, di Guariento, di Stefano da Ferrara o di Giusto de' Menabuoi, artisti questi ultimi attivi soprattutto tra Padova e Verona.
Nel Veneto è soprattutto a Padova che fu messo a frutto il seme di Giotto (che in città lasciò esempi mirabili, su tutti la Cappella degli Scrovegni e nel perduto ciclo di Palazzo della Ragione) con i capolavori di Altichiero (Cappella di San Giacomo al Santo, realizzata con il contributo di Jacopo Avanzi e Oratorio di San Giorgio) e del toscano Menabuoi (Cappella Belludi, ancora al Santo e Battistero del Duomo).

## La scuola romana
Non è ancora chiaro invece il rapporto tra Giotto e la scuola romana, in particolare gli studiosi non concordano se siano stati i romani (Pietro Cavallini, Jacopo Torriti, ecc.) a influenzare Giotto e i toscani o viceversa. A questo proposito è probabile che Giotto abbia avuto un soggiorno giovanile a Roma, ma certamente le due scuole ebbero contatti nel cantiere assisiate. I registri alti della Basilica superiore sono infatti in gran parte di scuola romana, soprattutto del Torriti. Controversa invece è la paternità dei riquadri relativi alle storie di Isacco (tradizionalmente attribuiti a Giotto). Parte della critica infatti attribuisce queste due scene a maestranze romane (è fatto il nome anche del Cavallini), ipotesi che se vera darebbe ulteriore conforto alla tesi di una primazia romana nel rinnovamento trecentesco della pittura italiana. In effetti, sempre per ciò che concerne Assisi, anche in ordine ai celeberrimi affreschi sulla leggenda di Francesco (dei quali assolutamente prevalente è l'attribuzione a Giotto) è stata da tempo ipotizzata una almeno parziale paternità romana soprattutto in virtù delle analogie stilistiche e tecniche che caratterizzerebbero questi affreschi e quelli del Cavallini nella basilica di Santa Cecilia a Roma (la decennale discussione rientra nell'ambito della cosiddetta questione giottesca). Anche il recente restauro del Sancta Sanctorum presso il Laterano ha dato ulteriori argomenti alla disputa tra Roma e Firenze per il primato del ritorno al naturalismo pittorico in Italia. In ogni caso le attività artistiche a Roma decaddero inesorabilmente dopo il trasferimento del papato ad Avignone nel 1309. 
Ciò nonostante è proprio durante la cattività avignonese che Roma si arricchì di un ulteriore capolavoro di Giotto: il Polittico Stefaneschi (Pinacoteca Vaticana). Ma lo stimolo questa volta cade nel vuoto: la grande attività pittorica riprenderà a Roma solo nel Quattrocento inoltrato e scarso sarà il contributo di artisti locali.

## Napoli
Anche a Napoli la presenza di Giotto lasciò un'impronta duratura, che si sommò alle precedenti influenze francesi e senesi, come si evince dalle opere di artisti quali Roberto d'Oderisio (attivo dagli anni '30 del Trecento e menzionato fino al 1382), che decorò la chiesa dell'Incoronata con affreschi di aristocratica eleganza (oggi staccati e conservati a Santa Chiara).
Anche a Napoli però a fecondare le attività locali probabilmente contribuì il romano Cavallini, attivo nelle chiese di San Domenico Maggiore e di Santa Maria Donnaregina.

## Siena
Sebbene gli artisti della scuola senese svilupparono un'arte ben diversa da quella di Giotto e più vicina alle dolcezze lineari dell'area transalpina, alcuni di loro rimasero influenzati dalle novità spaziali e volumetriche del maestro fiorentino. In particolare i fratelli Lorenzetti, che ebbero modo di soggiornare durante la loro fase giovanile a Firenze, dipinsero opere dove le figure sono maestose e compatte, avvolti in mantelli colpiti dalla luce in modo da creare sfumature che esaltano la plasticità scultorea dei corpi. Anche la creazione di spazi illusori di sempre maggior complessità e profondità non poté prescindere da una conoscenza delle conquiste di Giotto (come nella Presentazione al Tempio di Ambrogio Lorenzetti, 1342).